# CCR4
C-C-Chemokinrezeptor Typ 4 (CCR4) ist ein Oberflächenprotein aus der Gruppe der Chemokinrezeptoren.

## Eigenschaften
CCR4 ist ein G-Protein-gekoppelter Rezeptor und wird von Zellen des Thymus, in peripheren Leukozyten (hauptsächlich CD4-positive Zellen), in Basophile und Thrombozyten sowie in Endothelzellen der Gefäße des Gehirns und des Herzens gebildet, in geringeren Mengen auch in Makrophagen, Interleukin-2-aktivierten NK-Zellen, und T-Gedächtniszellen der Haut (vor allem, wenn sie CLA bilden). Er bindet Chemokine vom C-C-Typ, darunter MIP-1β, RANTES, MCP-1, CCL17/TARC, CCL22/MDC und CKLF-Isoform 1/CKLF1. Nach Aktivierung erfolgt durch G(i)-Proteine eine Signaltransduktion über die Second Messenger Phosphatidylinositol und Calciumionen. CCR4 bindet T-Gedächtniszellen. CCR4 ist ein Korezeptor für manche HIV-2-Isolate. CCR4 besitzt Disulfidbrücken und ist phosphoryliert und glykosyliert.
Der humanisierte monoklonale Antikörper Mogamulizumab bindet an CCR4 und wird gegen das kutane T-Zell-Lymphom verwendet.